# تجزیه اسپینودال
تجزیه اسپینودال (به انگلیسی: Spinodal Decomposition) یک واکنش خوشه‌بندی در محلول (جامد یا مایع) فوق اشباع همگن است که در اثر نوسانات بی‌نهایت کوچک در چگالی یا ترکیب رخ می‌دهد. در طی این واکنش، محلول بدون هسته‌زایی و به صورت خودبه‌خودی با کاهش انرژی آزاد گیبس به دو فاز مجزا تقسیم می‌شود.

## کاربردها
تجزیهٔ اسپینودال منجر به تولید مواد نانوساختاری می‌شود که به دلیل هم‌اتصالی خواص منحصر به فردی دارند. شیشه‌های تجاری وایکور (VYCOR) یک نمونه از محصولاتی است که با استفاده از خاصیت تجزیهٔ اسپینودال در ترکیب شیشه‌های سدیم بوروسیلیکات تهیه می‌شود. فاز غالب در این محصولات فاز غنی از سیلیکا است که اکسیدهای سدیم و بور در فاز ثانویه غنی از بورات سدیم قرار دارند. با شستشوی شیشه، فاز غنی از بورات سدیم که در اسیدها محلول از ترکیب خارج شده و ساختار نانو متخلخلی از سیلیکای ۹۶٪ باقی می‌ماند. از ساختار باقی‌مانده در الک‌های مولکولی و پایه‌کاتالیست‌ها استفاده می‌شود.